# David Rhoads
David Rhoads (nascido em 27 de maio de 1932) é um ex-ciclista olímpico estadunidense. Representou sua nação nos Jogos Olímpicos de Verão de 1952 e 1956.
Sua mãe é a pioneira da aviação Doris Lockness.